# Manoir de la Mazeraie
Le manoir de la Mazeraie est un manoir situé à Joué-lès-Tours (Indre-et-Loire).

## Histoire
Le bâtiment des communs situé au nord-ouest du manoir comportait une charpente dérivée du procédé de construction de Philibert de l'Orme ; le bâtiment a pu bénéficier d'une inscription aux monuments historiques le 30 août 2001 mais cette protection a été retirée en 2023, les propriétaires justifiant d'une destruction de faits anciens
Il est la propriété en 1775 de Jeanne Marie Soulas, veuve du négociant Léonard Thomas.